# 瓦朗圣乔治
瓦朗圣乔治（法語：Vallant-Saint-Georges）是法国奥布省的一个市镇，属于塞纳河畔诺让区（Nogent-sur-Seine）。该市镇2009年时的人口为384人。

## 人口
瓦朗圣乔治人口变化图示
| 数据来源：INSEE |